# Paracrama rectomarginata
Paracrama rectomarginata är en fjärilsart som beskrevs av George Francis Hampson 1891. Paracrama rectomarginata ingår i släktet Paracrama och familjen trågspinnare. Inga underarter finns listade i Catalogue of Life.